# Oliver Hegi
Pour les articles homonymes, voir Hegi.
Oliver Hegi est un gymnaste artistique suisse né le 20 février 1993 à Villmergen.

## Biographie
Oliver Hegi est médaillé de bronze par équipes aux Championnats d'Europe de gymnastique artistique masculine 2016 à Berne.
Il remporte la médaille d'argent de l'exercice de la barre fixe aux Championnats d'Europe de gymnastique artistique 2017 à Cluj-Napoca, derrière son compatriote Pablo Brägger.

## Palmarès

### Championnats d'Europe
- Berne 2016
  -  médaille de bronze par équipes

- Cluj-Napoca 2017
  -  médaille d'argent à la barre fixe

- Glasgow 2018
  -  médaille d'or à la barre fixe
  -  médaille de bronze aux barres parallèles